# Hokota

Hokota (鉾田市 Hokota-shi?) este un municipiu din Japonia, prefectura Ibaraki.